# Prince of Wales Trophy
Il Prince of Wales Trophy o semplicemente Wales Trophy è un trofeo assegnato nella National Hockey League (NHL) alla squadra della Eastern Conference (ex Wales Conference) vincitrice dei playoff. Il trofeo viene assegnato prima della finale di Stanley Cup. Il trofeo venne assegnato per la prima volta nella stagione 1923-24, per il campione dei playoff della NHL, ma è stato assegnato per altri 8 diversi risultati, tra i quali il vincitore della stagione regolare della NHL, vincitore della stagione regolare della American Division, vincitore della stagione regolare della East Division, vincitore della stagione regolare della Wales Conference, vincitore dei playoff della Wales Conference.

## Storia
Il Prince of Wales Trophy fu donato dal Edoardo VIII del Regno Unito nel 1924. Venne assegnato per la prima volta al vincitore dei playoff della NHL (in sostituzione del O'Brien Trophy) che doveva al tempo affrontare la squadra vincitrice della Western Canada Hockey League (WCHL) per l'assegnazione della Stanley Cup. Dopo la dismissione della WCHL e dopo che la Stanley Cup venne assegnata esclusivamente al vincitore dei playoff NHL, il trofeo verrà assegnato al vincitore della stagione regolare. Dalla stagione 1927-28 in avanti venne assegnato al vincitore dell'American Division, mentre l'O'Brien Trophy venne assegnato al vincitore della Canadian Division. Venne poi riproposto per diventare il trofeo da assegnare al vincitore della stagione regolare nella stagione 1938-39 quando la NHL ritornò ad avere una sola divisione.
Con l'espansione della stagione 1967-68 e la creazione della West Division, il Wales Trophy venne assegnato alla squadra vincitrice della East Division nella stagione regolare. Quando vennero formate le due attuali conference, nel 1974-75, il trofeo venne assegnato alla squadra vincitrice della stagione regolare della Wales Conference. Dal 1981-82, quando la lega cambiò il formato dei playoff in modo che le due squadre finaliste della Stanley Cup non potessero arrivare dalla stessa conference, il trofeo venne assegnato al vincitore dei playoff della Wales Conference, e dal 1993-94 viene assegnato al vincitore dei playoff della Eastern Conference.
Dopo l'assegnazione, il commissario incaricato, attualmente Bill Daly, consegna il trofeo al capitano della squadra vincitrice. Vi è comunque una superstizione prevalentemente tra molti giocatori attuali della NHL secondo la quale nessun giocatore deve toccare o sollevare il Wales Trophy (o il Clarence S. Campbell Bowl, assegnato alla squadra vincitrice dei playoff della Western Conference) dopo averlo vinto. I giocatori infatti sentono che la Stanley Cup è l'unico trofeo per i campioni e deve quindi essere l'unico trofeo ad essere sollevato.

## Vincitori del Prince of Wales Trophy
- 1924  Montreal Canadiens (1)
- 1925  Montreal Canadiens (2)
- 1926  Montreal Maroons (1)
- 1927  Ottawa Senators (1)
- 1928  Boston Bruins (1)
- 1929  Boston Bruins (2)
- 1930  Boston Bruins (3)
- 1931  Boston Bruins (4)
- 1932  New York Rangers (1)
- 1933  Boston Bruins (5)
- 1934  Detroit Red Wings (1)
- 1935  Boston Bruins (6)
- 1936  Detroit Red Wings (2)
- 1937  Detroit Red Wings (3)
- 1938  Boston Bruins (7)
- 1939  Boston Bruins (8)
- 1940  Boston Bruins (9)
- 1941  Boston Bruins (10)
- 1942  New York Rangers (2)
- 1943  Detroit Red Wings (4)
- 1944  Montreal Canadiens (3)
- 1945  Montreal Canadiens (4)
- 1946  Montreal Canadiens (5)
- 1947  Montreal Canadiens (6)
- 1948  Toronto Maple Leafs (1)
- 1949  Detroit Red Wings (5)
- 1950  Detroit Red Wings (6)
- 1951  Detroit Red Wings (7)
- 1952  Detroit Red Wings (8)
- 1953  Detroit Red Wings (9)
- 1954  Detroit Red Wings (10)
- 1955  Detroit Red Wings (11)
- 1956  Montreal Canadiens (7)
- 1957  Detroit Red Wings (12)
- 1958  Montreal Canadiens (8)
- 1959  Montreal Canadiens (9)
- 1960  Montreal Canadiens (10)
- 1961  Montreal Canadiens (11)
- 1962  Montreal Canadiens (12)
- 1963  Toronto Maple Leafs (2)
- 1964  Montreal Canadiens (13)
- 1965  Detroit Red Wings (13)
- 1966  Montreal Canadiens (14)
- 1967  Chicago Blackhawks (1)
- 1968  Montreal Canadiens (15)
- 1969  Montreal Canadiens (16)
- 1970  Chicago Blackhawks (2)
- 1971  Boston Bruins (11)
- 1972  Boston Bruins (12)
- 1973  Montreal Canadiens (17)
- 1974  Boston Bruins (13)
- 1975  Buffalo Sabres (1)
- 1976  Montreal Canadiens (18)
- 1977  Montreal Canadiens (19)
- 1978  Montreal Canadiens (20)
- 1979  Montreal Canadiens (21)
- 1980  Buffalo Sabres (2)
- 1981  Montreal Canadiens (22)
- 1982  New York Islanders (1)
- 1983  New York Islanders (2)
- 1984  New York Islanders (3)
- 1985  Philadelphia Flyers (1)
- 1986  Montreal Canadiens (23)
- 1987  Philadelphia Flyers (2)
- 1988  Boston Bruins (14)
- 1989  Montreal Canadiens (24)
- 1990  Boston Bruins (15)
- 1991  Pittsburgh Penguins (1)
- 1992  Pittsburgh Penguins (2)
- 1993  Montreal Canadiens (25)
- 1994  New York Rangers (3)
- 1995  New Jersey Devils (1)
- 1996  Florida Panthers (1)
- 1997  Philadelphia Flyers (3)
- 1998  Washington Capitals (1)
- 1999  Buffalo Sabres (3)
- 2000  New Jersey Devils (2)
- 2001  New Jersey Devils (3)
- 2002  Carolina Hurricanes (1)
- 2003  New Jersey Devils (4)
- 2004  Tampa Bay Lightning (1)
- 2005 non assegnato a causa del lockout
- 2006  Carolina Hurricanes (2)
- 2007  Ottawa Senators (1)
- 2008  Pittsburgh Penguins (2)
- 2009  Pittsburgh Penguins (3)
- 2010  Philadelphia Flyers (4)
- 2011  Boston Bruins (16)
- 2012  New Jersey Devils (5)
- 2013  Boston Bruins (17)
- 2014  New York Rangers (4)
- 2015  Tampa Bay Lightning (2)
- 2016  Pittsburgh Penguins (3)
- 2017  Pittsburgh Penguins (4)
- 2018  Washington Capitals (2)
- 2019  Boston Bruins (17)
- 2020  Tampa Bay Lightning (3)
- 2021  Tampa Bay Lightning (4)
- 2022  Tampa Bay Lightning (5)
- 2023  Florida Panthers (2)

## Riepilogo trofei vinti
| Squadra             | Vittorie |
| ------------------- | -------- |
| Montreal Canadiens  | 25       |
| Boston Bruins       | 17       |
| Detroit Red Wings   | 13       |
| New Jersey Devils   | 5        |
| Pittsburgh Penguins | 5        |
| New York Rangers    | 4        |
| Philadelphia Flyers | 4        |
| Buffalo Sabres      | 3        |
| New York Islanders  | 3        |
| Tampa Bay Lightning | 2        |
| Carolina Hurricanes | 2        |
| Chicago Blackhawks  | 2        |
| Toronto Maple Leafs | 2        |
| Washington Capitals | 2        |
| Florida Panthers    | 2        |
| Ottawa Senators     | 1        |
| Montreal Maroons    | 1        |
| Ottawa Senators     | 1        |